# ناحیه بالدوین، شهرستان ایوسکو، میشیگان
ناحیه بالدوین (به انگلیسی: Baldwin Township) یک منطقهٔ مسکونی در ایالات متحده آمریکا است که در شهرستان ایوسکو، میشیگان واقع شده‌است.
 ناحیه بالدوین ۸۱٫۱ کیلومتر مربع مساحت و ۱٬۷۲۶ نفر جمعیت دارد و ۱۷۸ متر بالاتر از سطح دریا واقع شده‌است.